# Давыд Святославич

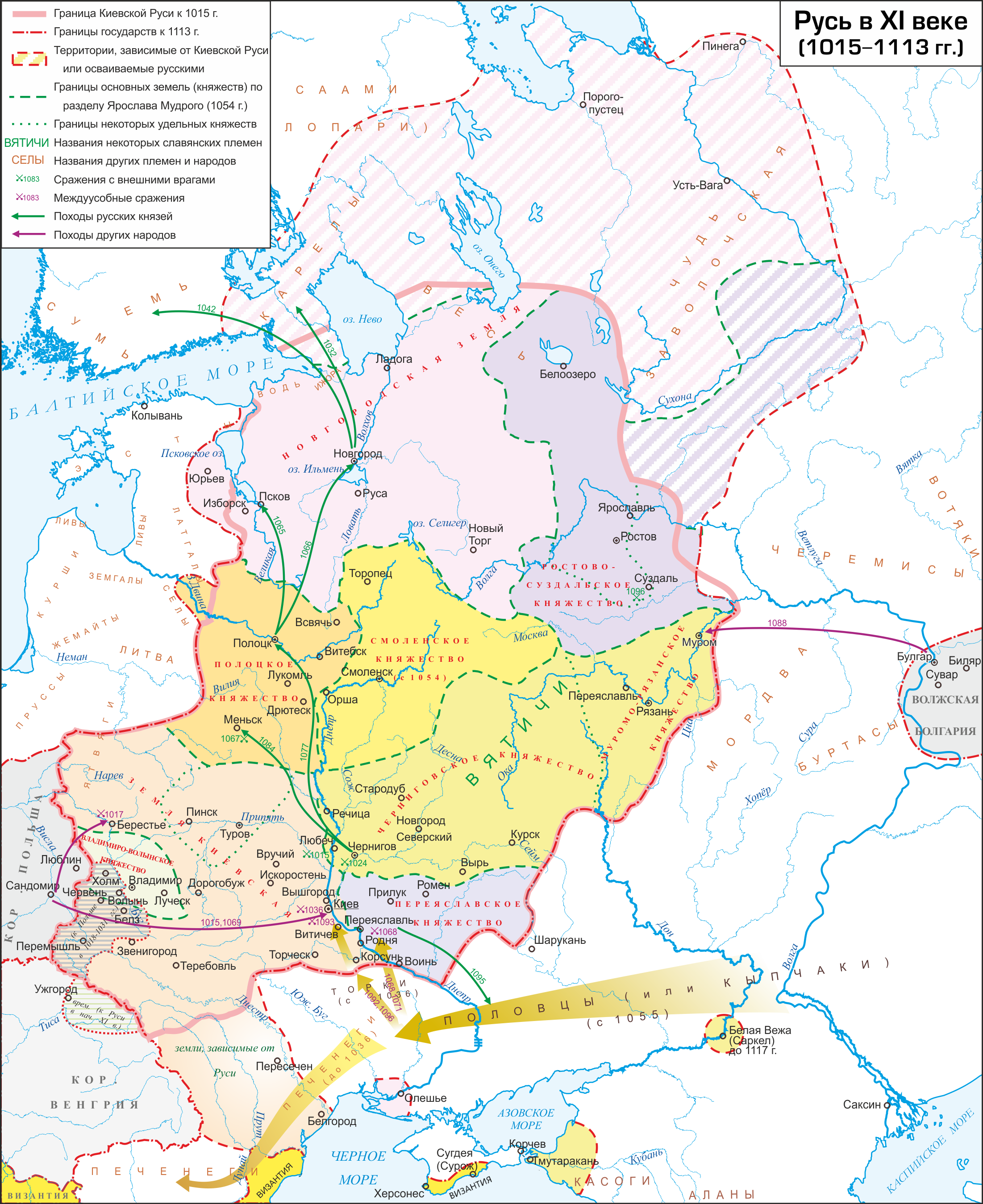
Русь в XI веке

Давы́д Святосла́вич (умер в 1123) — князь переяславский в 1073—1076 годах, князь муромский в 1076—1093 годах, князь смоленский в 1093—1095 и 1096—1097 годах, князь новгородский в 1094—1095 годах, князь черниговский в 1097—1123 годах, средний из пятерых сыновей великого князя киевского Святослава Ярославича. Почитается как первый святой (благоверный) в Черниговской земле. День памяти 20 сентября по юлианскому календарю в Соборе Брянских святых.

## Ранняя биография
В 1073 году, после вокняжения отца в Киеве, получил Переяславль, но после смерти отца в 1076 году вынужден уйти вместе с другими Святославичами в одну из дальних вотчин черниговских князей — Муром. После гибели Изяслава Ярославича в битве за Чернигов (1078) Всеволод Ярославич перешёл в Киев, но Чернигов сохранил за собой через сына Владимира.
В 1093 году, после смерти Всеволода Ярославича киевского, летопись застаёт Давыда новгородским князем (вместо Мстислава Владимировича). После захвата Чернигова братом Давыда Олегом (1094) Давыд пришёл в Смоленск, но новгородцы в его отсутствие вернули к себе из Ростова Мстислава Владимировича. В последовавшей за изгнанием Олега из Чернигова Святополком и Мономахом (1096)  войне против сыновей Мономаха за Рязань, Муром, Ростов и Суздаль Олег использовал смоленские войска.
В 1097 году принял участие в Любечском съезде князей, где князья провозгласили: «Каждый да держит отчину свою». По решению съезда, за ним утвердили Чернигов.

## Черниговское княжение
В ноябре 1097 года после ослепления Василько теребовльского Давыдом Игоревичем волынским в Киеве Давыд Святославич с Олегом и Владимиром пришли под Киев. Святополку удалось заключить с ними мир, после чего он начал наступление на Давыда Игоревича, а затем и на Ростиславичей. В 1097 году в неудачной битве на Рожном поле на стороне Святополка участвовал Святослав Давыдович. Еще одно поражение сын Давыда Святославича потерпел от Давыда Игоревича, помирившегося с Ростиславичами. Заключив мир, Святослав вернулся к отцу.
В 1100 году Давыд Святославич участвовал в съезде в Уветичах, куда князья собрались для суда над Давыдом Игоревичем. Последний лишился Владимира-Волынского, а взамен получил Дорогобуж, Бужск, Дубно и Чарторыйск, а от Давыда и Олега Святославичей — по сто гривен серебром в счет вознаграждения за Владимир-Волынский.
В 1101 году Давыд в союзе с Володарем Ростиславичем ходил на поляков.
Давыд был в числе участников Долобского княжеского съезда (1103) и основных руководителей антиполовецких походов в начале XII века (1103, 1107, 1110, 1111). В 1116 году сыновья Мономаха и Давыда вторично разгромили находившиеся под контролем половцев города в верховьях Донца, и половина орды Шарукана ушла на Кавказ.
После смерти в 1113 году Святополка Изяславича киевское княжение по действовавшему порядку должно было перейти к Давыду , но этого не произошло. Не известно даже о конфликте по этому поводу Давыда с Мономахом.
В 1115 году Давыд участвовал в походе Ярополка Владимировича на Друцк против князя минского Глеба Всеславича. Вместе с Ярополком Владимировичем они взяли Друцк приступом. Глеб, осажденный в Минске Владимиром Мономахом, сдался. В 1118 году ходил с Владимиром Мономахом и Володарем и Васильком Ростиславичами на владимиро-волынского князя Ярослава Святополчича. После двухмесячной осады Ярослав сдался.

## Семья и дети
Жена — Феодосия.
Дети:

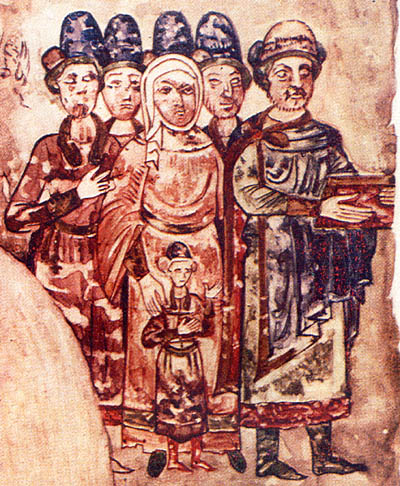
Святослав Ярославич с семьёй. Миниатюра из Изборника 1073 г. Во втором ряду стоят старшие сыновья Святослава. Третий слева из них — Давыд

- Святослав Святоша (в монашестве Николай) (ок. 1080 — 1143)
- Ростислав (ум. 1120)
- Всеволод (уп. 1116, 1123; он же Всеволодко (князь городенский) по версии черниговского происхождения городенских князей)
- Владимир (уб. 1151)
- Изяслав (уб. 1161)